# گکوی زگیل‌دار
گکوی زگیل‌دار (نام علمی: Bunopus) نام یک سرده از تیره گکو است.